# Mortal Kombat Trilogy
Mortal Kombat Trilogy (сокр. MKT; с англ. — «Смертельная битва: Трилогия») — компьютерная игра в жанре файтинг, разработанная и выпущенная компанией Midway в 1996 году.
Релиз Mortal Kombat Trilogy последовал сразу за Ultimate Mortal Kombat 3, но в отличие от предыдущей игры, эта игра не была выпущена на аркадных автоматах, а издана только для платформ PlayStation, Nintendo 64, Sega Saturn и PC. Дальнейшие версии также были выпущены для Game.com, R-Zone и Tiger Electronics.

## Сюжет
Как заявили в одном из интервью разработчики, Mortal Kombat Trilogy не является полноценной сюжетной частью серии и представляет собой бессюжетный сборник. Однако некоторые части сюжета Mortal Kombat Trilogy вошли в канон серии, такие, как история персонажа Камелеон и изменение истории, согласно которому турнир в МК2 служил отвлекающим манёвром для Земных Бойцов на время воскрешения королевы Синдел.
Все остальные части сюжета, как например некоторые биографии и концовки, а также появление Горо и Кинтаро, каноном не являются.

## Нововведения в игре
Каждый персонаж, который появлялся в играх серии до Mortal Kombat Trilogy присутствует в этой игре. В добавлении к персонажам из Ultimate Mortal Kombat 3, в МКТ добавились Рейден и Барака, в том виде в котором они появлялись в Mortal Kombat 2. У обоих персонажей есть по одному новому спецприёму и новые спрайты бега и падения. Была представлена новая версия Джонни Кейджа, сыгранная новым актёром. У Кейджа есть все спецприёмы из МК2, кроме удара в пах, потому, что у персонажей из МК3/UМК3 не было спрайтов с реакцией на этот приём. Боссы Мотаро и Шао Кан стали играбельными с самого начала.
Другие нововведения
- В Mortal Kombat Trilogy появилась полоска «AGRESSOR», которая заполняется в течение битвы двух бойцов. Когда эта полоска заполняется полностью — персонаж становится намного быстрее и сильнее на короткий промежуток времени.
- В этой игре появилось добивание известное, как Бруталити, которое вначале появилось в домашних версиях Ultimate Mortal Kombat 3 на Mega Drive/Genesis и SNES. Чтобы выполнить это добивание игрок должен набрать комбо из одиннадцати ударов, которое заканчивается апперкотом персонажа и взрывом оппонента.
- Многие персонажи в Mortal Kombat Trilogy получили новые спецприёмы и добивания. Несколько персонажей получили приёмы, которые не были использованы в предыдущих играх. Эти спецприёмы включают: вращение лезвиями Кано (версия МК1), воздушная торпеда Кун Лао (версия МК2), крутящийся удар Горо, крутящиеся лезвия Бараки. В дополнение Шао Кан получил бросок и захват с ударом, а Мотаро получил бросок через голову.
- Ошибка в концовке Джейд («Komabt», которая была в аркадной версии UМК3) была исправлена.
- В версии для PlayStation 1 существует опция, которая позволяет загружать данные о двух персонажах во время игры за Шан Цзуна, благодаря которой удалось решить проблему загрузок во время превращения.
- Шан Цзун никогда не появляется в столбиках с бойцами на экране «Choose Your Destiny». Возможно это сделано для того, чтобы избежать длительного времени загрузок. Единственный раз, когда Шан Цзуна можно видеть под управлением компьютера, — во время демонстрации в начале игры.

## Персонажи

### Вернувшиеся персонажи из UMK3
- Джейд (Беки Гейбл)
- Китана (Беки Гейбл)
- Скорпион (Джон Турк)
- Рептилия (Джон Турк)
- Сектор (Сэл Дивита)
- Сайрекс (Сэл Дивита)
- Кабал (Ричард Дивицио)
- Ночной Волк (Сэл Дивита)
- Шива (модель, анимированная методом покадровой съёмки)
- Синдел (Лиа Монтелонго)
- Кёртис Страйкер (Майкл О'Брайан)
- Джакс (Джон Парриш)
- Кано (Ричард Дивицио)
- Кун Лао (Антони Маркес)
- Лю Кан (Эдди Вонг)
- Соня Блейд (Керри Хоскинс)
- Саб-Зиро (Джон Турк)
- Шан Цзун (Джон Турк)
- Смоук (Сэл Дивита)
- Милина (Беки Гейбл)
- Нуб Сайбот (Джон Турк)
- Эрмак (Джон Турк)
- Смоук-человек (Джон Турк)
- Мотаро (модель, анимированная методом покадровой съёмки)
- Шао Кан (Брайан Глинн, озвучен Стивом Ричи)

### Другие вернувшиеся персонажи
- Джонни Кейдж (Крис Александр): Джонни Кейдж — единственный персонаж у которого все спрайты полностью новые. Причиной этому послужило увольнение из Midway первого актёра, который играл Джонни Кейджа — Даниэля Песины, после выхода Mortal Kombat 2.
- Райден (Карлос Песина): в игре используются старые спрайты Рейдена из Mortal Kombat 2, к которым также добавлены отснятые новые спрайты бега и падения. На экране «versus» Рейдена играет другой актёр — Сэл Девита.
- Барака (Ричард Дивицио): в игре используются старые спрайты Бараки из Mortal Kombat 2, к которым также добавлены отснятые новые спрайты бега и падения.
- Рейн (Джон Турк): пурпурный ниндзя, вырезанный из Ultimate Mortal Kombat (он есть только в начальном ролике). Управляет погодой (вода и молнии).
- Горо (модель, анимированная методом покадровой съёмки)
- Кинтаро (модель, анимированная методом покадровой съёмки)
- Райден (версия из МК1) (Карлос Песина)
- Кано (версия из МК1) (Ричард Дивицио)
- Кун Лао (версия из МК2) (Антони Маркес)
- Джакс (версия из МК2) (Джон Парриш)
- Хамелеон (Джон Турк) (только в версиях для PS1, PC и Sega Saturn)
- Камелеон (Беки Гейбл) (только в версии для N64)

### Босс и подбоссы
- Горо (модель, анимированная методом покадровой съёмки)
- Кинтаро (модель, анимированная методом покадровой съёмки)
- Мотаро (модель, анимированная методом покадровой съёмки)
- Шао Кан (Брайан Глинн, озвучен Стивом Ричи)

## Арены
Почти все арены из предыдущих игр попали в Mortal Kombat Trilogy. В версиях для PC, PS1 и Sega Saturn нет арен Спрятанный Портал (Hidden Portal) и Убежище Нуба (Noob’s Dorfen) из Mortal Kombat 3. В версии для Nintendo 64 нет уровней Арена Кана (Kahn’s Arena) и Банк (The Bank) из МК2 и МК3. Только несколько арен из первого Mortal Kombat попали в игру: Дворцовые ворота (Palace Gates), Храм Воина (Warrior Shrine), и Тронный Зал (Throne Room) в игре использованы не были.
Версия для N64 получила новый уровень — Звёздный Мост (Star Bridge), который представляет арену Яма 2 (The Pit 2), но со звёздным небом вместо облаков в качестве фона. Некоторые старые арены были улучшены, были добавлены некоторые дополнительные объекты и анимация. На уровне Портал (The Portal) из Mortal Kombat 2 появились здания похожие на храмы по краям уровня. В Пещере Кана (Kahn’s Cave) в версии Mortal Kombat Trilogy для Nintendo 64 в дверных проёмах видны облака и пол под решёткой светится. Небо на уровне Яма 1 (The Pit) переделано во всех версиях игры: в версиях МКТ для PC, PS1 и Sega Saturn фон был заменён на почти точную копию неба с фона Яма 2 (The Pit 2). В версии на Nintendo 64 небо было заменено на чёрное небо со звёздами. На фоне Арена Кана (Kahn’s Arena) нет больше спрайтов Кано и Сони прикованных цепями к помостам. В Живом Лесу (Living Forest) нет спрайтов Smoke и Jade выглядывающих из-за деревьев. На фоне Потерянный Мост (Scislak Busorez) в версии для N64 на втором мосту периодически появляются Хорнбакл и Блейз. В версиях Mortal Kombat Trilogy для PC, PS1 и Sega Saturn на полу на уровне Банк (The Bank) есть ковёр. В версии на Nintendo 64 на уровне Кладбище (The Graveyard) больше разных имён отображается на могилах. Также появляются имена не только дизайнеров из Midway, но и имена разработчиков из Williams Entertainment. Дата смерти была изменена с 1 апреля 1995 года на 30 сентября 1996. В версии МКТ для PC на аренах Мёртвый Бассейн (The Dead Pool), Пустырь (Wasteland), Оружейная (The Armory) и Портал (The Portal) нет анимации.
Все фоновые фаталити попали в игру, кроме фонового добивания на уровне Яма 2 (The Pit 2). Это добивание не вошло в игру, так как из-за уникального ракурса, который использовался в этом добивании имеющиеся спрайты использовать было нельзя, а снимать новые спрайты с актёрами слишком сложно.
В Mortal Kombat Trilogy противника можно выкинуть апперкотом на другой уровень. Схема внизу показывает на каких уровнях противника можно выкинуть на другую арену:
- The Subway > The Street
- The Bank > The Rooftop (только в версиях МКТ для ПК, PS1 и Sega Saturn)
- Soul Chamber > The Balcony
- Scorpion’s Lair > Kahn’s Kave
- Goro’s Lair > The Armory > Kombat Tomb (только в версии для N64)

## Аудио
Большая часть музыкальных треков из Mortal Kombat 2 и Mortal Kombat 3 появляется в игре. Но многие мелодии играют не на своих уровнях. Полностью отсутствует музыка из Mortal Kombat 1. У версий Mortal Kombat Trilogy на компакт-дисках музыка проигрывается напрямую с диска, что позволяет добиться высокого качества звучания. К несчастью, из-за этого концовки треков, а также зацикленные варианты музыки после команды «Finish Him!!» отсутствуют. Музыка, взятая с компакт диска МК3, замедлена и играет в более высоких тонах. По всей видимости, когда треки были конвертированы для МКТ, музыка была переделана из 48 кГц в 44.1 кГц без ресемплинга, который мог бы восстановить оригинальную скорость музыки.
Версия для Nintendo 64 использует только музыку из Mortal Kombat 3. Треки проигрываются внутренним синтезатором приставки, что приводит к более низкому качеству звучания, чем в версиях на СD. Однако, концовки мелодий и повторения музыки после команды «Finish Him!!» в игре присутствуют.

## Порты
- Существует три версии для Sony PlayStation 1. С каждой новой ревизией отдельные аспекты геймплея изменялись, делая игру более похожей на аркадный Ultimate Mortal Kombat 3. Финальная версия называется Greatest Hits Edition. Многие баги и инфиниты существуют только в ранних версиях игры.
- Существуют две версии для Nintendo 64. Данные версии получили наименьшие оценки критиков среди всех вариантов игры для различных консолей.[2], набрав общий балл в 5.4 из 10. Критике подверглись плохое по сравнению с оригиналом качество музыки, сравнимое с играми для 16-битных консолей, вырезанные персонажи, отсутствие большого количества спрайтов в их анимации, а также плохого качества по сравнению с другими версиями в целом[3].
- Также существуют две версии игры для PC[4]. Версия Mortal Kombat Trilogy для PC — прямой порт с PlayStation за исключением отсутствия длительного времени загрузок. Финальная версия (обозначаемая словом Final в диалоговом окне рядом с номером версии) имеет геймплей полностью идентичный версии Greatest Hits на PS1. Однако версия для Windows стала неиграбельной после выхода Windows 2000, игра просто выключалась. Существует неофициальный патч (меняющий версию игры на 1.1), который убирает код, в котором игра взаимодействует с аппаратными обеспечением компьютера. Несмотря на это у патча есть два недостатка: в СD-приводе должен находиться оригинальный диск с игрой и к компьютеру не должно быть присоединено USB устройств (джойстика), иначе в самой игре не будет музыки. Решение этой проблемы — подсоединить джойстик после запуска или пользоваться программами вроде JoyToKey.
- Бета-версия игры была показана в рекламном трейлере. Игра более похожа на Ultimate Mortal Kombat 3 и использует сходную форму меню и таблицы выбора персонажей. По размеру спрайтов бета-версия также ближе UМК3. На фоне Арена Кана, вместо прикованных цепями Кано и Сони можно видеть Рейдена и Бараку. На экране выбора бойцов можно выбрать Саб-Зиро без маски. Потерянные сокровища Кана имеют только двенадцать ячеек наград.

### Отличия версии дляNintendo 64
- В версии для Nintendo 64 из-за нехватки места на картридже из игры были вырезаны версии Кано и Рейдена МК1, Джакс и Кун Лао МК2, Горо и Кинтаро. Некоторые кадры анимации также были вырезаны из игры.
- Мотаро и Шао Кана нельзя выбрать на экране выбора бойцов. Доступ к ним можно получить, набрав специальные коды.
- В версии для Nintendo 64 существует только один «комбинированный» Саб-Зиро вместо двух. Эта версия Саб-Зиро выглядит, как Классический Саб-Зиро в маске, но обладает приёмом «Ледяной Дождь» Саб-Зиро из Mortal Kombat 3. Также Саб-Зиро в Mortal Kombat Trilogy на N64 имеет биографию от Саб-Зиро из МК3 (за исключением строки: «Ниндзя вернулся без маски») и концовку Классического Саб-Зиро из Ultimate Mortal Kombat 3.
- Хамелеон заменён на секретного персонажа — Камелеон, женщину-ниндзя, в костюме серого цвета. В игре она появляется и как секретный оппонент и как доступный для игры боец (после набора специального кода). Как и Хамелеон, Камелеон переключается между приёмами женщин-ниндзя (Китаны, Милины и Джейд), только в отличие от Хамелеона у неё меняется не цвет одежды, а цвет имени в полоске жизней.
- В версии для Nintendo 64, как и в Mortal Kombat 3 и Ultimate Mortal Kombat 3, даёт игроку возможность набрать Ultimate Kombat Kode после окончания прохождения игры в режиме одного игрока. В этой версии Ultimate Kombat Kode имеет 6 ячеек для ввода знаков, и предназначается для открытия Камелеона и Смоука-человека на экране выбора бойцов. Код (113—840) оставался не задокументированным до 27 апреля 2007 года, когда пользователь под ником «Proto-K» не опубликовал его на форуме посвящённому взлому ромов (Acmlm’s board II)[источник не указан 1432 дня]. После набора кода появляется надпись «С этого момента…Смоук и Камелеон находятся под твоим контролем» («FROM THIS POINT ON…. SMOKE AND KHAMELEON ARE AT YOUR CONTROL») и оба персонажа становятся открытыми на экране выбора бойцов. Несмотря на то, что эти двое персонажей могут быть открыты и при помощи других кодов, этот Ultimate Kombat Kode — один из самых неуловимых кодов в истории МК.
- В этой версии игры есть новый режим «3 против 3».
- Мотаро и Шао Кан могут выполнять Фаталити, и под управлением игрока и под управлением компьютера.
- Нет загрузок
- В версиях Mortal Kombat Trilogy для PC, PS1 и Sega Saturn в игре только двенадцать ячеек с Сокровищами Кана, а в версии для N64 — двадцать четыре ячейки.
- Версия для Nintendo 64 также имеет более полную версию «Высшей Демонстрации», в которой показаны все Фаталити, Анималити, Бруталити, Френдшипы и Бабалити присутствующие в игре от всех персонажей, в отличие от версий игры на CD носителях, которые не могли показать все добивания в выделенное для этого время, так как данные для них нужно было подгружать с диска.
- В версии для PS1, у Рейна боевая стойка такая же, как и у всех ниндзя в игре (кроме Рептилии), но в версии для Nintendo 64 у Рейна боевая стойка, как у Рептилии.
- В версии для N64, как и в аркадной версии игрок имеет четыре продолжения с начала игры. В версиях на CD-носителях играть можно с неограниченным количеством продолжений. Режим игры с неограниченным количеством продолжений существует и в версии для Nintendo 64, но открывается он путём набора комбинации (C-Вверх, C-Вправо, C-Вниз, A, B, B, B, A, A) на экране с сюжетом.
- В игре есть секретный столбик состоящий в основном из Endurance.
- В игру вернулись подсказки в стиле оригинального Mortal Kombat. Иногда перед матчем появляется Камелеон, Мотаро, Смоук-человек или Шао Кан и дают подсказки, как их можно открыть для игры.
- На фоне The Dead Pool (Мёртвый Бассейн) за решётками видно красное небо.
- На фоне Kahn’s Kave (Пещера Кана) в дверях, куда уходят лестницы видны облака, под решёткой мерцает огонь.
- На фоне Scislak Busorez (Шцислак Бусорез) на втором мосту периодически появляются Хорнбакл и Блейз.
- Изменён Френдшип Ночного Волка. Вместо превращения в Рейдена он теперь жонглирует томагавками.
- Во время проведения Бруталити экран не темнеет.
- У Джонни Кейджа отличается одно из Фаталити — вместо того, чтобы разломать противника об спину, Джонни делает удар ногой, наподобие своего теневого удара, и выбивает туловище противника от колен до шеи.

### Версия дляGame.com
MKT также была одним из первых релизов на портативной приставке Game.com. Только тринадцать персонажей и десять арен вошли в эту версию игры. В добавление к этому каждый персонаж имел два спецприёма и четыре добивания. Добивания, которые были сохранены в этой игре это — одно Фаталити, Бабалити, Френдшип и Бруталити. У всех персонажей, кроме боссов есть добивания, однако у Нуб-Сайбота нет Фаталити (точнее, оно у него есть, но не работает). В игре есть мультиплеер доступный только при наличии кабеля compete.com. В этой версии каждое добивание имеет одну и ту же комбинацию для всех персонажей.
Список персонажей в игре:
- Рептилия
- Милина
- Ночной Волк
- Китана
- Рейден
- Джейд
- Ермак (спрятанный персонаж)
- Нуб-Сайбот (спрятанный персонаж)
- Рейн
- Сектор
- Шао Кан (босс, неиграбелен (тем не менее, на экране выбора он присутствует))
- Мотаро (босс, неиграбелен (тем не менее, на экране выбора он присутствует))
- Сайракс

На скриншотах из ранних версий игры можно было увидеть Смоука (как киборга, так и ниндзя), Скорпиона, Классического Саб-Зиро, Горо и Кинтаро, в то время, как Ночного Волка и Рейдена в игре не было.
Эти двое видимо были добавлены в игру, чтобы было больше персонажей, которые получены не сменой палитры. На данный момент данная версия игры считается большой редкостью, в Интернете невозможно найти видеороликов и скриншотов с демонстрацией данной версии игры, а единственный сохранившийся дамп рома не может быть запущен из-за отсутствия эмулятора данной консоли.

## Оценки
| Сводный рейтинг       | Сводный рейтинг                                     |
| Агрегатор             | Оценка                                              |
| --------------------- | --------------------------------------------------- |
| GameRankings          | 75,00 % (SAT) 66,50 % (PS1) 51,90 % (N64) 50 % (PC) |
| Иноязычные издания    |                                                     |
| Издание               | Оценка                                              |
| EGM                   | 8,125/10 (N64)                                      |
| Game Informer         | 8,75/10 (SAT)                                       |
| GameSpot              | 5,8/10 (N64) 8,6/10 (PS1) 6,0/10 (SAT)              |
| IGN                   | 4,1/10 (N64) 6,0/10 (PS1)                           |
| Digital Press         | 8/10 (N64)                                          |
| Super Power           | 91 % (N64)                                          |
| Player One            | 70 (N64)                                            |
| SuperGamePower        | 5/5 (SAT) 4,8/5 (N64)                               |
| CD Consoles           | (PS1)                                               |
| Русскоязычные издания |                                                     |
| Издание               | Оценка                                              |
| «Игромания»           | [ 22 ]                                              |

Версия для Sega Saturn получила положительные отзывы, версию для Playstation оценили сдержанно, а остальные версии подверглись жесткой критике.